# Фауден, Лесли
Лесли Фауден (англ. Leslie Fowden; 13 октября 1925, Рочдейл, Великобритания — 16 декабря 2008, Гистон, Великобритания) — британский химик-органик и ученый-растениевед, известный новаторскими исследованиями в области фитохимии и растительных аминокислот, а также ролью в продвижении сельскохозяйственных исследований в Великобритании, автор более 190 научных статей и обзоров, редактор 8 книг. Член Лондонского королевского общества (1964), член-корреспондент Американского общества биологов растений (1981), рыцарь-бакалавр (1982), иностранный член Российской академии сельскохозяйственных наук (1991).

## Биография

### Ранние годы и образование
Лесли Фауден родился в Рочдейле в 1925 году и был единственным ребенком Герберта Фаудена и Эми Дороти Раббич. Герберт был токарем по металлу из ланкастерской семьи, в то время как Эми родилась в семье пекаря и мотальщицы хлопка в Девоне. В 1923 году состоялась свадьба, а в 1930 году семья переехала в недавно построенный двухквартирный муниципальный дом на окраине города. За успехи в учебе Фауден получил полную платную стипендию в Рочдейлской средней школе для мальчиков, где учился с 1936 по 1943 год. В 1940 году он сдал экзамены на получение школьного аттестата по восьми предметам, с отличием по математике, физике, химии, истории и географии, зачетами по немецкой и английской литературе и пропуском по английскому языку. Фауден провел три года в подготовительном колледже, будучи при этом старостой. Первоначально его внимание было сосредоточено на математике, отчасти по семейным обстоятельствам. Родители надеялись, что мальчик станет управляющим банком, как его богатый дядя. Однако Фауден стал больше интересоваться химией и много читал по этому предмету. В 1942 году он на отлично сдал физику, химию и математику для получения школьного аттестата повышенного уровня. В 17 лет за отличные оценки он выиграл государственную стипендию в размере 100 фунтов стерлингов в год для обучения в университете.

### Лондонский университет
В 1942 году Фауден поступил в Лондонский университет. Для поступления в университет во время войны нужно было разрешение на отсрочку, которое давалось лишь ограниченному числу слушателей курсов государственного значения. Одним из таких предметов была химия. Будучи в академическом списке, Фауден получил разрешение присоединиться к другим 20 студентам после прохождения двухлетнего интенсивного курса по химии в Университетском колледже Лондона с обязательной офицерской подготовкой. Чтобы сократить обучение до двух лет, студентам поручили выполнить значительный объем академической работы во время летних каникул 1944 года наряду с военной подготовкой. Во время обучения в университете Фауден активно занимался спортом, играл в теннис, регби и плавал за команды Университетского коллджа Лондона.
Фауден получил диплом бакалавра по химии с отличием, будучи лучшим студентом во всем Университетском колледже Лондона. В результате ему предложили государственную аспирантуру и стипендию Нила–Алнотта. Однако, поскольку призыв на военную службу все еще оставался в силе, у Фаудена не было выбора в отношении учебы в аспирантуре, и его направили исследовать химические реакции на химический факультет Университетского колледжа.
Его докторская диссертация проходила под совместным руководством профессора К. К. Ингольда и профессора Э. Д. Хьюза из Университетского колледжа Уэльса в Бангоре. Темой диссертации было исследование нуклеофильного замещения в алкилгалогенидах по мере укрупнения и разветвления алкильной группы. Докторская степень по физической органической химии была присуждена Фаудену в начале 1948 года, а основные выводы включены в две статьи в рамках серии публикаций профессора Ингольда.

## Ранние работы
В сентябре 1947 года Фауден согласился занять должность научного сотрудника в отделе исследований питания человека Совета медицинских исследований на Квин-сквер в Лондоне. В течение следующих трех лет он работал под руководством заместителя директора подразделения, доктора Р. А. Уэбба, над двумя проектами. Первый был посвящен квашиоркору и исследованию фактора, замедляющего рост кукурузных початков. Вторым проектом было хроматографическое исследование продуктов гидролиза белка арахиса и содержания в них свободных аминокислот, которое послужило стимулом для большей части последующих исследований Фаудена. 
Работа по химическому составу архиса впервые продемонстрировала, что аминокислоты могут быть разделены количественно с использованием недавно разработанного метода бумажной хроматографии. В сотрудничестве с доктором Джимом Доуном он идентифицировал две неизвестные ранее аминокислоты в семенах, листьях и соке ксилемы арахиса. Соединения были идентифицированы как γ-метилен-L-глутамин и γ-метилен-L-глутаминовая кислота и стали первыми алифатическими аминокислотами, содержащими кратные углеродные связи, обнаруженными в природе.
В то время это открытие посчитали спорным, поскольку полагалось, что двойные связи быстро окисляются в растениях, но оно привело к увлечению Фаудена необычными небелковыми аминокислотами.

## Работы по метаболизму азота в растениях
Основные научные работы Фаудена посвящены биохимии растений и метаболизму азота в них.

### 1950-е годы — идентификация и структурный анализ растительных небелковых аминокислот
В 1950 году Фауден вернулся в Университетский колледж Лондона, что предоставило ему большую свободу для реализации его научных интересов и создания собственной лаборатории. В сотрудничестве с профессорами Сперсоллом и Фоггом, он работал над морскими и пресноводными водорослями как возможными источниками белка, поскольку дефицит белка рассматривался как всемирная проблема питания в послевоенные годы. В частности, он изучал поглощение водорослями аммиака и состав белка у целого ряда видов. Наряду с этим он продолжал развивать свое собственное направление исследований небелковых аминокислот в растениях.
Сначала Фауден сосредоточился на структурном анализе и биохимическом синтезе γ-метилен-L-глутамина и γ-метилен-L-глутаминовой кислоты в ростках арахиса. Измерив их концентрацию в различных частях арахиса во время прорастания и роста рассады, Фауден пришел к выводу, что они образуются в процессе превращения белка семян в белок растительной ткани и что γ-метилен-L-глутамин, вероятно, является основным соединением, используемым для транспортировки азота внутри растения. Он идентифицировал уникальную дезамидазу, которая метаболизирует γ-метилен-L-глутамин в γ-метилен-L-глутаминовую кислоту с выделением аммиака и большей специфичностью для γ-метилен-L-глутамина, чем для глутамина. В ходе реализации своей "необычной" программы исследований аминокислот к Фаудену присоединилось множество аспирантов, научных сотрудников и иностранных гостей, многие из которых сделали успешную академическую карьеру. Они обнаружили несколько новых растительных амино- и иминокислот, таких как азетидин-2-карбоновая кислота (A2C) и β-пиразол-1-илаланин. 
Чтобы доказать, что A2C был правильно идентифицирован, Фауден синтезировал его путем бромирования γ-аминобутирата, за которым последовало замыкание кольца и элиминирование бромоводорода. Синтезированный продукт затем сравнивали с соединением, первоначально выделенным из ландыша Convallaria majalis. По прошествии десятилетия Лесли выделил и охарактеризовал небелковые аминокислоты из большего числа растений, включая тюльпаны, кукурузу, арбуз и различные травы, что подчеркнуло их важность для метаболизма азота в растениях. Результаты его исследований были признаны благодаря продвижению среди читателей в 1956 году. Во время командировки в Корнеллский университет Фауден начал изучение лилейных видов на предмет замещенных глутаминовых кислот и завершил работу над структурой A2C и его более широким распространением в царстве растений. Исследование, проведенное совместно с профессором Ф. К. Стюардом, позволило впервые продемонстрировать, как химические данные могут быть использованы для установления филогенетических связей внутри семейств растений и между составляющими их родами (13,26). В 1957 году он посетил профессора Виртанена в Биохимическом институте в Хельсинки. Эта поездка успешно устранила очевидное несоответствие в химической структуре A2C, выделенного Фауденом из Convallaria majalis и группой профессора Виртанена из Polygonium multiflorum. Как следствие, это способствовало научному признанию нового класса природных амино- и иминокислот.

### 1960-е годы - характеризация синтеза, метаболизма и токсичности небелковых аминокислот
Исследования этого десятилетия проводились в трех основных взаимосвязанных областях: выделение и характеристика новых небелковых аминокислот в растениях различных родов, идентификация их биосинтетических и метаболических путей и открытие их антиметаболической активности, препятствующей синтезу белка, поскольку они действуют как структурные аналоги белковых аминокислот. В течение этого периода новые аминокислоты, охарактеризованные группой Фаудена, включали 4-замещенные аспарагины, циклопропиламиновые кислоты и С7-ненасыщенные алифатические аминокислоты. В общей сложности они идентифицировали около 50 небелковых аминокислот, многие из которых имели ранее неизвестные химические структуры, которые были доказаны прямым химическим синтезом. Продолжая исследования в этих областях, группа Фаудена разработала новые методы отслеживания метаболических путей с использованием нестабильных изотопов углерода и разделения аминокислот с помощью бумажной, тонкослойной и ионообменной хроматографии и электрофореза. Исследования Фаудена оказали значительное влияние на развитие хемотаксономии и филогенеза растений, поскольку ботаники-таксономы использовали новые данные для формирования теоретической основы классификации растений. Проведенный им анализ девяти семейств растений и более 30 различных родов из разных частей света помог подтвердить правильность классификации растений, основанной на морфологии и цитологии.
Аналоги белковых аминокислот были получены синтетическим путем к 1960-м годам, но A2C был первым обнаруженным природным соединением, которое имело структурную гомологию с белковой амино- и иминокислотой. Структурное сходство с пролином и высокие концентрации А2С в некоторых растениях побудили Фаудена исследовать токсичность и его взаимодействие с пролином в синтезе белка. Было показано, что введение A2C подавляет рост прорастающих семян нескольких растений, которые не продуцировали его естественным путем. Фауден и его коллеги пришли к выводу, что в растениях, чувствительных к A2C, A2C может стехиометрически заменять пролин в белках с последующими нарушениями конформации и функции белка, которые объясняют его токсичность. Затем Фауден и его аспирант Питер Питерсон приступили к исследованию механизма, с помощью которого растения, продуцирующие A2C, избегают аутотоксичности. Это были новаторские исследования, включающие экстракцию, очистку и детальную характеристику ферментов, активирующих аминокислоты, ответственных за первый этап включения аминокислот в белок. Результаты данных исследований привели к более детальной серии исследований активности других активирующих ферментов, начиная с фермента, активирующего фенилаланин, и его взаимодействия с токсичными белковыми аминокислотами мимозином и 2-амино-4-метилгекс-4-еновой кислотой. В целом, субстратная специфичность по меньшей мере 10 различных ферментов, активирующих аминокислоты, из ряда различных семейств растений была исследована с использованием синтетических и природных аналогов. Было обнаружено, что многие небелковые аминокислоты выступают в качестве альтернативных субстратов, хотя обычно с меньшим сродством, чем у гомолога белка. Эти исследования также показали, что токсичность некоторых небелковых аминокислот, таких как мимозин, была обусловлена не включением в белок, а скорее зависела от метаболизма до вторичных продуктов, которые ингибировали другие химические реакции или вступали в них. Открытие антиметаболического действия небелковых аминокислот предоставило новый инструмент для исследования молекулярных механизмов синтеза белка и других химических реакций, а также возможность использовать их в качестве гербицидов, фунгицидов и инсектицидов. Таким образом, исследования Фаудена по небелковым аналогам аминокислот и ферментам, активирующим аминокислоты, имели более широкое значение для биохимии, выходящее далеко за рамки области фитохимии.
В 1964 году Фауден был избран членом Королевского общества в относительно раннем возрасте для биохимика-экспериментатора. Высокая цитируемость подчеркивает его выдающиеся заслуги в разработке количественных методов извлечения аминокислот и открытии небелковых аминокислот в растениях и синтезе многих из них. Применив междисциплинарный подход к применению своих знаний в области органической химии к биологическим вопросам ботаники и биохимии, Фауден открыл новую область исследований растворимых азотистых соединений и метаболизма азота в растениях.

### Начало 1970-х - период становления фитохимии как самостоятельной научной дисциплины
Из-за увеличения числа поездок и административной работы у Фаудена оставалось все меньше времени для практической экспериментальной работы в лаборатории, хотя в начале 1970-х годов объем его научных работ был выше, чем в любое другое время его карьеры. Он обобщил результаты своих исследований за последние два десятилетия в серии приглашенных и пленарных лекций, научных статей и тематических обзоров, в которых освещались новые пути метаболизма, уникальные химические свойства и важность небелковых аминокислот в метаболизме азота растений. Он показал, что эти аминокислоты используются для переноса азота и могут выступать в качестве большого запаса азота в биологически доступной форме в семенах и корневищах, готового к использованию растением во время прорастания и роста. Он определил их роль в качестве защитных химических веществ и открыл молекулярные механизмы их токсического действия для других растений, травоядных насекомых и животных. Он установил, что фитохимия может помочь в классифицировании растений, и что растения, подобно другим организмам, эволюционируют биохимически для получения преимущества в своей экологической нише.

## Руководство сельскохозяйственными исследованиями в Великобритании
Фауден занял пост директора экспериментальной станции Ротамстед 1 апреля 1973 года, в день официального начала процесса ввода в эксплуатацию новой исследовательской станции. На момент его назначения Ротамстед был крупнейшим и старейшим сельскохозяйственным научно-исследовательским институтом в Великобритании и насчитывал в общей сложности 700 сотрудников, из которых около 500 были учеными-исследователями. Его исследования охватывали широкий спектр научных дисциплин, относящихся к сельскому хозяйству, включая почвы, биологию растений и растениеводство, болезни и вредителей, которые были разделены на множество небольших отделов с независимым руководством.
Фауден реорганизовал структуру станции. Кафедры химии почв, педологии и почвенной микробиологии были объединены в почвенный отдел. Аналогичным образом произошли слияния между отделами ботаники и биохимии, а также между отделами энтомологии и нематологии. Эти изменения, в конечном счете, привели к созданию новой структуры управления из пяти подразделений, которая расширила сотрудничество между различными дисциплинами. Благодаря историческому опыту Ротамстеда в проведении полевых испытаний новая структура привела к новым междисциплинарным полевым экспериментам по повышению урожайности сельскохозяйственных культур, которые позволили максимально эффективно использовать как научные, так и земельные ресурсы, уникальные для станции. Реструктуризация отдела биохимии и назначение Бена Мифлина его руководителем также привели к двум новым фундаментальным открытиям в области наук о растениях, а именно, к открытию пути ассимиляции азота и фотодыхательного цикла азота. Это вывело Ротамстед на лидирующие позиции в мире по изучению метаболизма азота растений и обеспечило «плацдарм» для исследований станции по генетической модификации сельскохозяйственных культур (Macdonald 2021).
После официальной отставки с поста директора Ротамстедской экспериментальной станции в 1988 году Фауден был назначен на почетную должность на Ротамстедской экспериментальной станции в качестве старшего научного сотрудника Lawes Trust на пять лет. Он продолжал активно участвовать в управлении наукой, уделяя особое внимание фитохимическим и сельскохозяйственным исследованиям. Он также сохранил членство во многих комитетах и взялся за новые проекты в академических кругах, промышленности и государственных учреждениях.

## Семейная жизнь
В 1949 году Фауден женился на Маргарет Оукс, их отношения длились со времен их учебы в Университетском колледже. Семья Фауден много путешествовала, как в отпуск, так и в связи с работой. Чтобы получить стипендию Корнелла, они отправились в Нью-Йорк на океанском лайнере и на каникулы вдоль северо-восточного побережья США в Канаду. Трехмесячный визит в Хельсинки был совершен на туристическом фургоне, который в течение двенадцати дней проезжал по 150-200 миль в день. Находясь там, они жили в общежитии для взрослых и изучали финский язык, поскольку за пределами лаборатории почти никто не говорил по-английски. К 1960-м годам семейные поездки по работе усложнились, потому что Маргарет нужен был отпуск с преподавательской должности, а детям нужно было ходить в школу. Некоторые путешествия имели неожиданные последствия. Например, во время пребывания на Итаке лондонский дом был сдан в аренду Питеру и Хелен Крогерам, торговцам антикварными книгами и шпионам времен Холодной войны. В конечном итоге они были заключены в тюрьму за передачу военно-морских секретов русским в виде микроточек, спрятанных в качестве окончаний в их редких книгах. Визиты Фаудена во время Холодной войны в страны Восточного блока происходили под пристальным вниманием на таможне.
Супруги остались в Харпендене после выхода на пенсию и продолжали много путешествовать в начале 2000-х годов, часто в связи с работой Фаудена в Британском Совете и Королевском обществе. На протяжении всей своей жизни они любили развлекать иностранных гостей и помогать им адаптироваться к британской жизни. Они устраивали оживленные лабораторные корпоративы у себя дома в Лондоне и летние чаепития в саду дома директора в Ротамстеде. Однажды семья пригласила всех иностранных студентов и гостей города, которые были одни на Рождество, на домашнюю трапезу в День благодарения. После смерти жены в 2006 году Фауден сократил количество поездок и развлечений из-за обостряющейся болезни Паркинсона. Однако он продолжал консультировать, писать отчеты и рецензировать научные статьи у себя дома до тех пор, пока общее ухудшение здоровья не потребовало переезда в дом престарелых имени Этельдред Хаус в деревне Гистон, где он умер от сердечной недостаточности в возрасте 83 лет. У него остались двое детей и четверо внуков.

## Почётные звания, степени и премии
- Степень бакалавра (с отличием первого класса) Химия, Университетский колледж Лондона (1945);
- Доктор физико-органической химии, Университетский колледж Лондона (1948);
- Член  Лондонского королевского общества (1964);
- Стипендиат Университетского колледжа Лондона (1966);
- Член совета Лондонского королевского общества (1970);
- Иностранный член Германской академии естествоиспытателей «Леопольдина» (1971);
- Иностранный член Всесоюзной академии сельскохозяйственных наук СССР имени Ленина (1978-1992);
- Член-корреспондент Американского общества биологов растений (1981);
- Рыцарское звание, присвоенное королевой Елизаветой II (1982);
- Иностранный член Академии сельскохозяйственных наук Германской Демократической Республики (1986-1991);
- Почетный член Европейского фитохимического общества (1986);
- Старший научный сотрудник Lawes Trust, Ротамстедская экспериментальная станция (1989);
- Иностранный член Российской академии сельскохозяйственных наук (1991);
- Доктор философии (почетный) Вестминстерского университета (1992).